# L'élève dépasse le maître
 (mars 2020).
Pour plus de détails, voir Fiche technique et Distribution.
L'élève dépasse le maître (Kiddin' the Kitten) est un court métrage d'animation américain de la série Merrie Melodies, réalisé par Robert McKimson et produit par la Warner Bros. Cartoons, sorti en 1952.